# Johannes Goritzki
Johannes Goritzki (* 1942 in Tübingen; † 21. Dezember 2018 in Montagnola) war ein deutscher Cellist und Dirigent.

## Familie
Goritzki wurde 1942 in Tübingen geboren. Seine Eltern waren begeisterte Hobbymusiker. Er wuchs als eines von sechs Geschwistern in Oberndorf am Neckar auf: Ingo (Oboist), Deinhardt (Bratschist und Dichter), Markus (Sänger: Bariton) und Thomas Goritzki (Schauspieler und Theaterregisseur) waren seine Brüder, außerdem gab es noch eine Schwester. Goritzki besuchte das Albertus-Magnus-Gymnasium in Rottweil.
Sein älterer Bruder Ingo hatte bereits begonnen, Flöte zu studieren, als er in eine Krise geriet, die er dadurch lösen konnte, dass er das Instrument wechselte, ganz neu mit Oboe begann und mit diesem Instrument sein Studium fortsetzte. Er wurde zu einem der erfolgreichsten Oboisten, sowohl als konzertierender Künstler als auch als Hochschullehrer. Im Interview äußerte er, dass die zündende Idee für den Instrumentenwechsel von seinem Bruder Johannes gekommen sei; auch hätte er seine erfolgreiche Berufslaufbahn nicht geschafft, wenn er nicht von seinen Brüdern, vor allem von seinem Bruder Johannes sehr unterstützt worden wäre: „Da hatte ich immer einen Rückhalt.“
Ab 1977 war Goritzki mit der Cellistin Uta Schlichtig verheiratet; aus dieser Ehe gingen vier Kinder hervor. Seine zweite Ehefrau war die Trompeterin und Künstlerin Esther Funk.
Johannes Goritzki starb 2018 im Alter von 76 Jahren in Montagnola unweit von Lugano im schweizerischen Kanton Tessin.

## Ausbildung
Johannes Goritzki studierte zuerst bei Atis Teichmanis in Freiburg und wechselte dann über zu Gaspar Cassadó in Köln. Vom Studium bei Cassadó wurde er besonders geprägt, aber leider wurde diese fruchtbare Zusammenarbeit durch Cassadós überraschenden Tod vorzeitig beendet. Anschließend folgten Studien bei André Navarra. Bei Pablo Casals erhielt er Unterricht in Zermatt, wo Casals Meisterkurse abhielt.

## Konzerttätigkeit als Cellist
Während seines ganzen Lebens konzertierte Goritzki als Cellist, sowohl als Solist mit Orchester als auch in kammermusikalischen Besetzungen. Er spielte bei den Berliner Festwochen, dem Gstaad Festival, dem Lockenhaus Festival, dem Flandern Festival und vielen anderen. Kammermusik spielte er oftmals in Ad-hoc-Gruppen auf Kammermusikfestivals, z. B. mit Heinz Holliger, Gidon Kremer, Saschko Gavrilov und Pavel Gililov. Mehrmals nahm er am Marlboro Music Festival in den USA teil, wo er zusammen Rudolf Serkin und Mieczysław Horszowski auftrat. Besonders prägte ihn aber seine musikalische Zusammenarbeit mit Sándor Végh.
Isang Yun komponierte für Ingo und Johannes Goritzki das ihnen gewidmete Duetto concertante für Oboe/Englischhorn, Violoncello und Streicher, das die beiden Brüder als Solisten der Deutschen Kammerakademie (unter Leitung von Johannes Goritzki) 1987 in Rottweil uraufführten und anschließend auch auf CD einspielten.
Goritzki spielte auf einem Violoncello von Matteo Goffriller von Beginn des 18. Jahrhunderts. Im Juni 2021 wurde bekanntgegeben, dass dieses Cello nun als Dauerleihgabe an Sheku Kanneh-Mason übergeben worden sei. In diesem Zusammenhang wurden allgemein die Qualitäten dieses Instruments gerühmt.

## Rottweiler Kammerkonzerte
1967 gründete Johannes Goritzki zusammen mit seinen Brüdern Ingo und Deinhart die Rottweiler Kammerkonzerte. Die Schirmherrschaft übernahm Sándor Végh, der anfangs auch selbst häufig in diesen Konzerten auftrat. Es handelte sich um ein jährlich im Frühsommer stattfindendes kleines Kammermusikfestival, das jeweils aus einer Reihe von 4 innerhalb von 2 Wochen in Rottweil stattfindenden Kammerkonzerten bestand. Im Rahmen dieses Festivals gründete Goritzki zu Beginn der 1970er Jahre die „Kammerakademie Rottweil“, ein kleines Streichorchester aus jungen Musikerinnen und Musikern, das er selbst leitete, und mit dem er regelmäßig auch als Solist zusammenspielte.
Parallel dazu rief er 1980 eine im historischen Zeughaus in Neuss stattfindende Kammermusikreihe ins Leben, die von den Erfahrungen der Rottweiler Kammerkonzerte inspiriert war.
1987 übergab er die Künstlerische Leitung der Rottweiler Kammerkonzerte an seinen Bruder Ingo, der sie bis 2018 innehatte. Im Laufe der Jahre wurde das Festival erweitert und in „Rottweil Musikfestival Sommersprossen“ umbenannt. Aber auch bis 2018 blieb Johannes Goritzki dieser Konzertreihe als Kammermusiker, Dirigent und Solist eng verbunden.

## Konzerttätigkeit als Dirigent
An die Tradition der „Kammerakademie Rottweil“ knüpfte Goritzki an, indem er 1978 die in Neuss ansässige Deutsche Kammerakademie gründete. Seither entwickelte sich das Dirigieren für ihn immer mehr zu einem Schwerpunkt. Mit diesem Kammerorchester kümmerte er sich neben dem traditionellen klassischen Repertoire auch um die Werke einer Reihe vernachlässigter Komponisten wie George Onslow, Louise Farrenc und Carl Heinrich Graun sowie um zeitgenössische Werke von Krzysztof Penderecki, Sándor Veress, György Ligeti und Isang Yun.
Als Solist und Dirigent der Deutschen Kammerakademie unternahm er Konzerttourneen nach Australien, Südamerika, Japan, China, Mexiko und in zahlreiche andere Länder. Zu den Solisten unter seiner Leitung gehörten Yehudi Menuhin, Radu Lupu, Nikita Magaloff und Thomas Quasthoff. Bis 2003 hatte er die Leitung dieses Orchesters inne. Außerdem war er Gastdirigent bei vielen anderen Orchestern in Europa, darunter bei den meisten Rundfunkorchestern in Deutschland.

## Schallplatten und CDs
Goritzki hat über 40 Aufnahmen (Schallplatten und CDs) eingespielt, als Cellist und als Dirigent. Neben zentralen Werken des Repertoires wie der Sonate op. 8 für Violoncello solo von Zoltán Kodály, Streichersinfonien von Felix Mendelssohn Bartholdy und dem Lyrischen Andante von Max Reger sind darunter auch viele weniger bekannte Werke wie die 1967 komponierte Sonate für Violoncello solo von Sándor Veress, das Cellokonzert von Othmar Schoeck (dessen Aufnahme von 1985 mit dem Grand Prix du Disque ausgezeichnet wurde) und Werke von Leopold van der Pals, Hilding Rosenberg und Allan Pettersson.
Die Aufnahmen mit Goritzki als Dirigent enthalten sämtliche 28 Sinfonien von Luigi Boccherini, mehrere Sinfonien sowie andere Werke von Michael Haydn und eine Gesamtaufnahme des „Indischen Melodrams“ Dirna von E.T.A. Hoffmann. Als Solist und Dirigent des Stuttgarter Kammerorchesters spielte er 2 Cellokonzerte von Luigi Boccherini ein; von Franz Lehár leitete er die Aufnahmen der CDs mit dem Einakter Frühling und der Operette Der Sterngucker, von Carl Heinrich Graun spielte er die Oper Montezuma ein, deren Libretto auf einem Werk des Königs Friedrich des Großen basiert
Unter Goritzkis frühen Schallplatten befinden sich Aufnahmen der Cellosonaten Nr. 2 op. 99 F-Dur von Johannes Brahms und Nr. 1 op. 45 B-Dur von Felix Mendelssohn Bartholdy, jeweils mit Eke Méndez am Klavier, sowie barocke Kammermusik mit Bläsern wie Ingo Goritzki (Oboe) und Peter-Lukas Graf (Flöte) zusammen mit dem Cembalisten Jörg Ewald Dähler. Später folgten dann z. B. die Cellosonaten von Kurt Weill und Othmar Schoeck zusammen mit dem Pianisten David Levine.

## Unterrichtstätigkeit
Neben seiner Konzerttätigkeit bildete das Unterrichten einen zentralen Bestandteil von Goritzkis Leben. Er unterrichtete zuerst an der Staatlichen Hochschule für Musik in Trossingen und von 1976 bis 2012 als Professor am Robert-Schumann-Institut in Düsseldorf, der heutigen Robert-Schumann-Hochschule. In den letzten Jahren war er ab 2009 am Conservatorio della Svizzera in Lugano sowie ab 2010 am Royal College of Music in London mit einer Gastprofessur als „Prince Consort Professor“ tätig.
Zusätzlich erteilte er Meisterkurse in Europa, z. B. seit 1980 mehrmals beim Internationalen Musikerseminar in Prussia Cove (Cornwall, Großbritannien), sowie bis nach Shanghai und Seoul.

## Auszeichnungen
- 2010 zum „Prince Consort Professor“ des Royal College of Music in London ernannt[3]
- Grand Prix du Disque für die Aufnahme des Konzerts für Violoncello und Streichorchester op. 61 von Othmar Schoeck mit Johannes Goritzki als Solist und Dirigent der Deutschen Kammerakademie[3]
- Die CD mit der einaktigen Operette „Frühling“ von Franz Lehár, dirigiert von Johannes Goritzki, in England zur CD des Jahres 2001 gekürt[22]